# Дацковский, Лев Ханинович
Лев Ханинович Дацковский (16 марта 1933, Черкассы — 1 августа 2021, Москва) — советский и российский инженер-изобретатель в области электротехники и электропривода.

## Биография
В 1952 году поступил на горно-электромеханический факультет Московского горного института им И. В. Сталина (сейчас — Горный институт НИТУ «МИСиС») . Окончил его в 1957 году по специальности «горный инженер-электромеханик».
С сентября 1957 года по январь 1961 года работал в Сталинском наладочном управлении треста «Сталинпромавтоматика» («Донецкпромавтоматика») в должности инженера, старшего инженера, прораба.
С марта 1961 года по январь 1964 года работал старшим инженером, ведущим конструктором ВНИИ электромеханики.
С 1961 года по 1963 год учился во Всесоюзном заочном энергетическом институте по специальности «автоматизированный электропривод».
С января 1961 года работал во ВНИИ «Электропривод» в должности ведущего конструктора, начальника лаборатории, заведующего лабораторией, заведующего отделом, а с 1996 года после преобразования ВНИИ в ОАО — в должности директора научно-производственного центра «Электротехнические комплексы».
В 1976 году защитил кандидатскую диссертацию, ему была присвоена степень «кандидата технических наук» и учёное звание «старшего научного сотрудника».

## Научная деятельность
Один из ведущих мировых специалистов в области автоматизированного электропривода. При его участии выполнен ряд разработок тиристорных электроприводов для горнорудной, угольной, цементной и других отраслей промышленности. Под его руководством и при его непосредственном участии выполнены исследования новых перспективных типов электроприводов и работы по созданию комплексов электрооборудования для уникальных безредукторных электроприводов большой мощности. Работы Дацковского получили промышленное использование при разработке и производстве тиристорных электроприводов с непосредственными преобразователями частоты на предприятиях электротехнической промышленности (Таллинский электротехнический завод, Тираспольский завод «Электромаш», ОАО «Электросила» и др.). С его участием разработаны и внедрены электроприводы шахтных подъёмных машин безредукторных размольных агрегатов.
Выполнил большой объём работ по координации работ в области электроприводов переменного тока, а также по программам «Интерэлектро» и двухстороннего сотрудничества со странами СЭВ.
С 1996 года коллективом научно-производственного центра «Электро-технические комплексы», директором которого был Дацковский, выполнена разработка ряда объектов для шахты «Скалистая» ОАО "ГМК «Норильский Никель». Основное направление этих работ — создание на современном уровне с использованием последних достижений теории и практики электропривода силовой полупроводниковой техники и средств автоматизации электроприводов и комплексов оборудования для производственных механизмов поверхности новой шахты. В 2004 году под руководством Дацковского проведена модернизация электропривода прокатного стана 2х4,7 МВт для Волжского трубного завода. Под его руководством также проведен ряд проектов внедрения комплексов управления электропривода на крупных промышленных объектах:
- электропривод переменного тока для шахтных подъемных машин с использованием современных средств управления для объектов ОАО "ГМК «Норильский никель» (3 подъёма) и ОАО «Уралкалий» (5 подъёмов);
- модернизация систем управления и по загрузке-разгрузке шахтной подъемной машины на ОАО «Уралкалий».

Имеет около 100 научных работ, в том числе им опубликовано более 40 статей, одна монография, получено 22 авторских свидетельства. Неоднократно выступал с докладами на конференциях по проблемам автоматизированного электропривода (в Российской Федерации и за рубежом).

## Награды и звания
- Нагрудный знак «Изобретатель СССР»;
- серебряная медаль ВДНХ за разработку системы электропривода на основе непосредственного преобразователя частоты (1975);
- нагрудный знак «Победитель социалистического соревнования 1975»;
- звание и медаль «Ветеран труда» (1982);
- медаль «В память 850-летия Москвы» (1997);
- медаль «Лауреат ВВЦ» (2001);
- почётное звание «Заслуженный машиностроитель Российской Федерации» (2003);
- грамоты, благодарности.